# Анти Аарне
Анти Аматус Аарне (на фински: Antti Amatus Aarne) е финландски фолклорист.
Роден е на 5 декември 1867 година в Пори. През 1893 година завършва Хелзинкския университет, след което прекарва известно време на специализация в Санкт Петербург. През 1908 година защитава докторат при Каарле Крон в Хелзинкския университет и от 1911 година преподава там сравнителна фолклористика.
Аарне става известен с разработената от него система за класификация на приказките, доразвита след това от американеца Стит Томпсън и известна днес като Класификация на Аарне-Томпсън.
Анти Аарне умира на 5 февруари 1925 година в Хелзинки.